# Neodrymonia
Neodrymonia is een geslacht van vlinders van de familie tandvlinders (Notodontidae).

## Soorten
- N. brunnea Moore, 1879
- N. canifusa Hampson, 1896
- N. coreana Matsumura, 1922
- N. delia Leech, 1889
- N. discosticta Hampson, 1900
- N. griseus Schintlmeister, 1997
- N. ignicoruscens Galsworthy, 1997
- N. pseudobasalis Schintlmeister, 1997
- N. taipoensis Galsworthy, 1997
- N. yakushimensis Nakamura, 1959